# Calle Takeshita
La calle Takeshita (en japonés: 竹下通り) es una calle peatonal llena de tiendas de moda, cafés y restaurantes en Harajuku, Tokio. Las tiendas en la calle Takeshita incluyen grandes cadenas como The Body Shop, McDonald's y 7-Eleven, pero la mayoría son pequeñas tiendas independientes que abarcan una gran variedad de estilos de moda. Algunas son conocidas como "tiendas antena", en la que se ponen a la venta productos para sondear la demanda de los consumidores.
Takeshita era un lugar para ir y a comprar bienes falsificados para japoneses y extranjeros en la década de 1990. Desde 2004, la nueva política del gobierno metropolitano sobre mercancía falsificada ha llevado a una disminución de este tipo de artículos disponibles al público.
Situada justo enfrente de la salida de la estación de Harajuku, Takeshita  es muy popular entre los jóvenes adolescentes, en especial aquellos que visitan Tokio en viajes escolares o jóvenes locales que quieren comprar pequeños artículos los fines de semana.